# Piste cyclable Alpe Adria
La piste cyclable Alpe Adria (en italien Ciclovia Alpe Adria, en allemand Alpe Adria Radweg) est un parcours cyclable qui relie Salzbourg, en Autriche, à Grado, en Italie. Elle est classée en Italie comme FVG 1 et en Autriche comme R3, R1 ou R8 selon les portions.

## Histoire
Dans la province d'Udine, entre Resiutta et Tarvisio, la piste cyclable a été construite en réaménageant le tracé de l'ancienne voie ferrée à voie unique Pontebbana, désaffectée de 1985 à 2000. La piste cyclable est en grande partie dans un tunnel entre Tarvisio et Moggio Udinese.
Le projet de la première piste cyclable a été élaboré par la province d’Udine en 1994. L'inauguration de la section italienne s'est déroulée par sections de 2005 à 2009.

## Itinéraire
Dans de nombreux guides et rapports, le parcours complet de la piste cyclable Alpe Adria est généralement décrit ou conduit en six à huit étapes quotidiennes. Des cyclistes bien entraînés parcourent en partie le trajet en trois jours seulement. La plupart des zones cyclables sont bien équipées sur le plan touristique, de sorte qu'une subdivision individuelle des étapes ne pose généralement pas de problème. L'itinéraire le plus emprunté s'effectue en 8 jours, de Salzbourg à Grado.
De Salzbourg (425 m d'altitude), ville de Mozart, située sur les rives de la Salzach, au nord des Alpes et de l'Autriche, la piste cyclable traverse la vallée de Salzach et la vallée de Gastein jusqu'à Böckstein. De là, elle traverse la Carinthie en passant par Spittal an der Drau, Villach et Arnoldstein, à la frontière italo-autrichienne. Sur le territoire italien, le tracé suit en partie le tracé de l'ancienne ligne de chemin de fer désaffectée. De Tarvisio, il rejoint Gemona, Udine, Aquilée et enfin Grado sur la mer Adriatique.
Environ 232 km en territoire autrichien et 183 km en territoire italien.

### Étapes
Le parcours est généralement découpé en huit étapes :
| N° | Départ             | Arrivée            | Longueur (km) | Commentaire |
| -- | ------------------ | ------------------ | ------------- | --- |
| 1  | Salzbourg          | Bischofshofen      | 54            | De Salzbourg, la piste cyclable suit la Salzach, section relativement plate, puis passe le pass Lueg. Il faut ensuite continuer vers Bischofshofen, section en partie sur la B 159. |
| 2  | Bischofshofen      | Bad Gastein        | 52            | À St. Johann im Pongau commence la montée dans le vallée de Gasteinertal. La vallée elle-même est plutôt plate, mais la montée finale à Bad Gastein est raide. |
| 3  | Bad Gastein        | Spittal an d. Drau | 59            | Peu de temps après Bad Gastein, à la gare de Böckstein, il faut prendre un train qui passe toutes les deux heures et qui emprunte le tunnel du Tauern sous la crête principale des Alpes. Le trajet dure environ 12 minutes. Les trains sont souvent complets en été quelques jours à l'avance. De Mallnitz, la piste cyclable descend rapidement dans la Mölltal, avant d'arriver à Möllbrücke, puis Spittal an der Drau. |
| 4  | Spittal an d. Drau | Villach            | 39            | De Spittal à Villach, l'itinéraire suit les rives de la Drave sans dénivelé. |
| 5  | Villach            | Tarvisio           | 37            | Étape entre l'Italie et l'Autriche. |
| 6  | Tarvisio           | Venzone            | 60            | Les 50 km de la piste cyclable entre Tarvisio et Resiutta suivent en grande partie l'ancienne route désaffectée de Pontebbana-Eisenbahnstrecke à travers le val Canale. La section est située loin des routes et est équipée de nombreuses haltes pour se reposer. |
| 7  | Venzone            | Udine              | 55            | Principalement sur des routes secondaires peu fréquentées ou des pistes cyclables, l'itinéraire traverse la vallée du Pô, parfois encore très accidentée, jusqu'à Udine. |
| 8  | Udine              | Grado              | 59            | La dernière étape passe par la ville de Palmanova avant d'arriver à Grado. |

Cependant, il est possible d'effectuer le chemin en plus ou moins d'étapes.

### Dénivelé
Salzbourg - Grado : montée : 2 417 m / descente 2 842 m
Grado - Salzbourg : montée : 2 842 m / descente 2 417 m

## Galerie

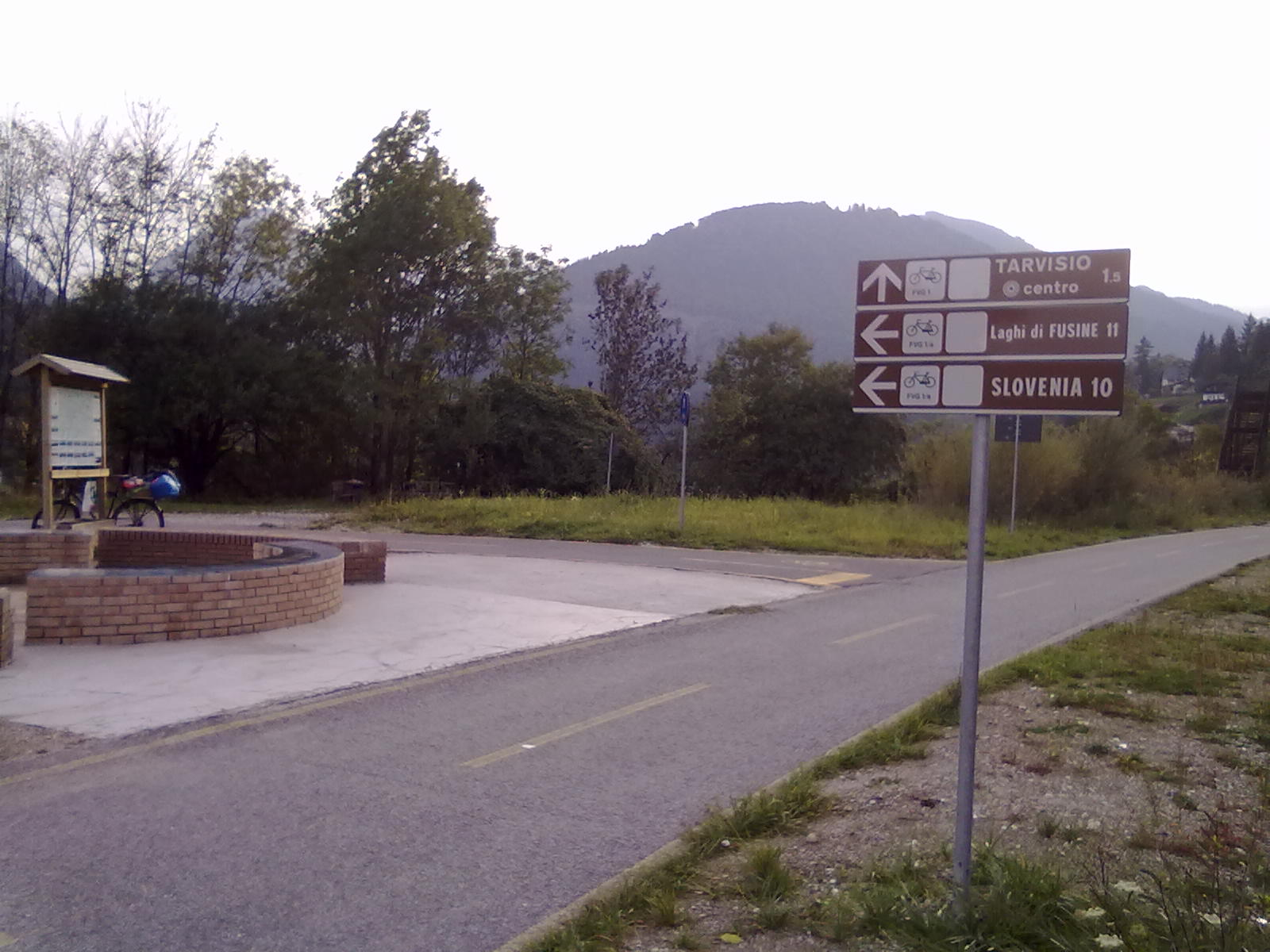
Avant le tournant près de Tarvisio.
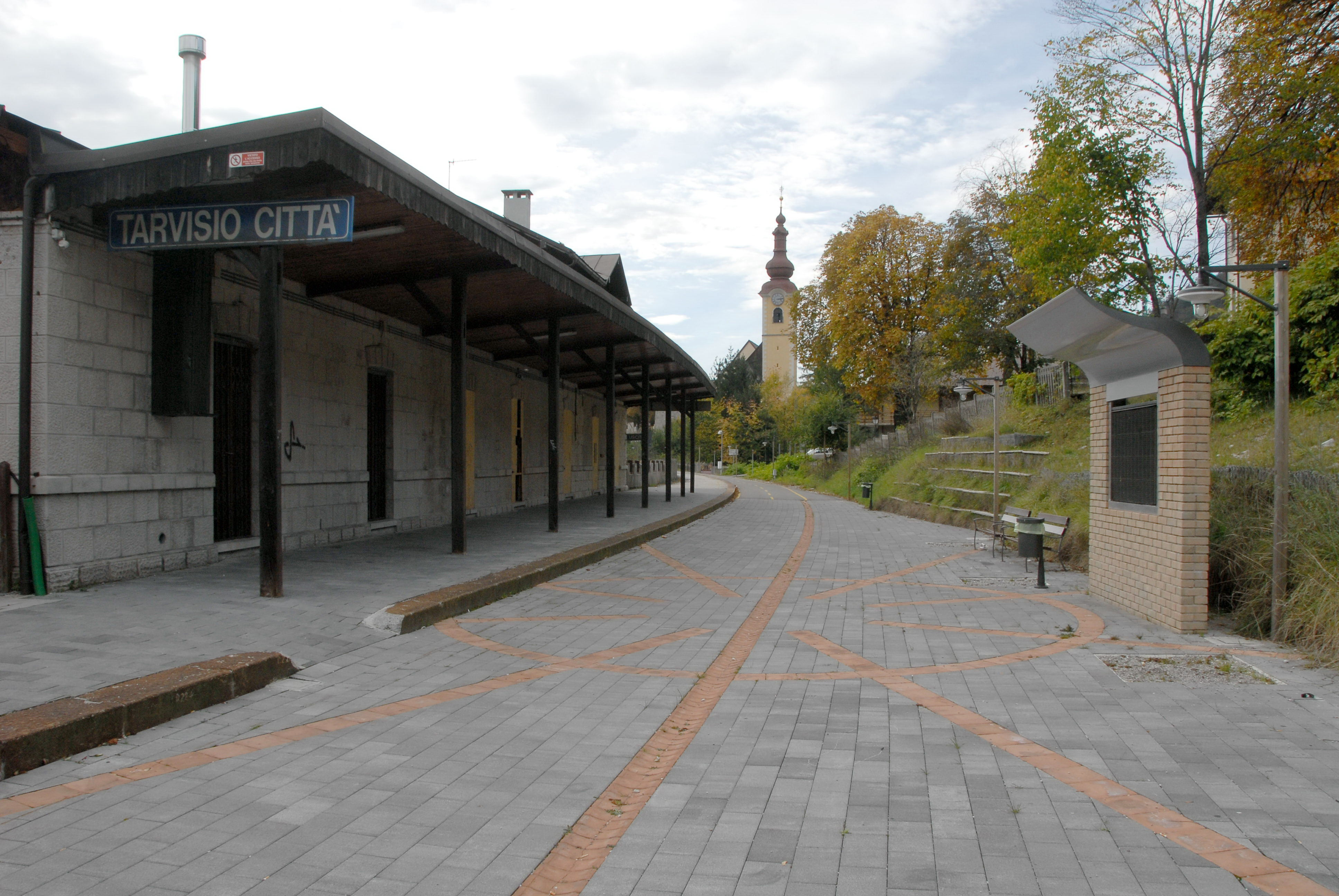
Passé l'ancienne gare Van Tarvis-Stadt.
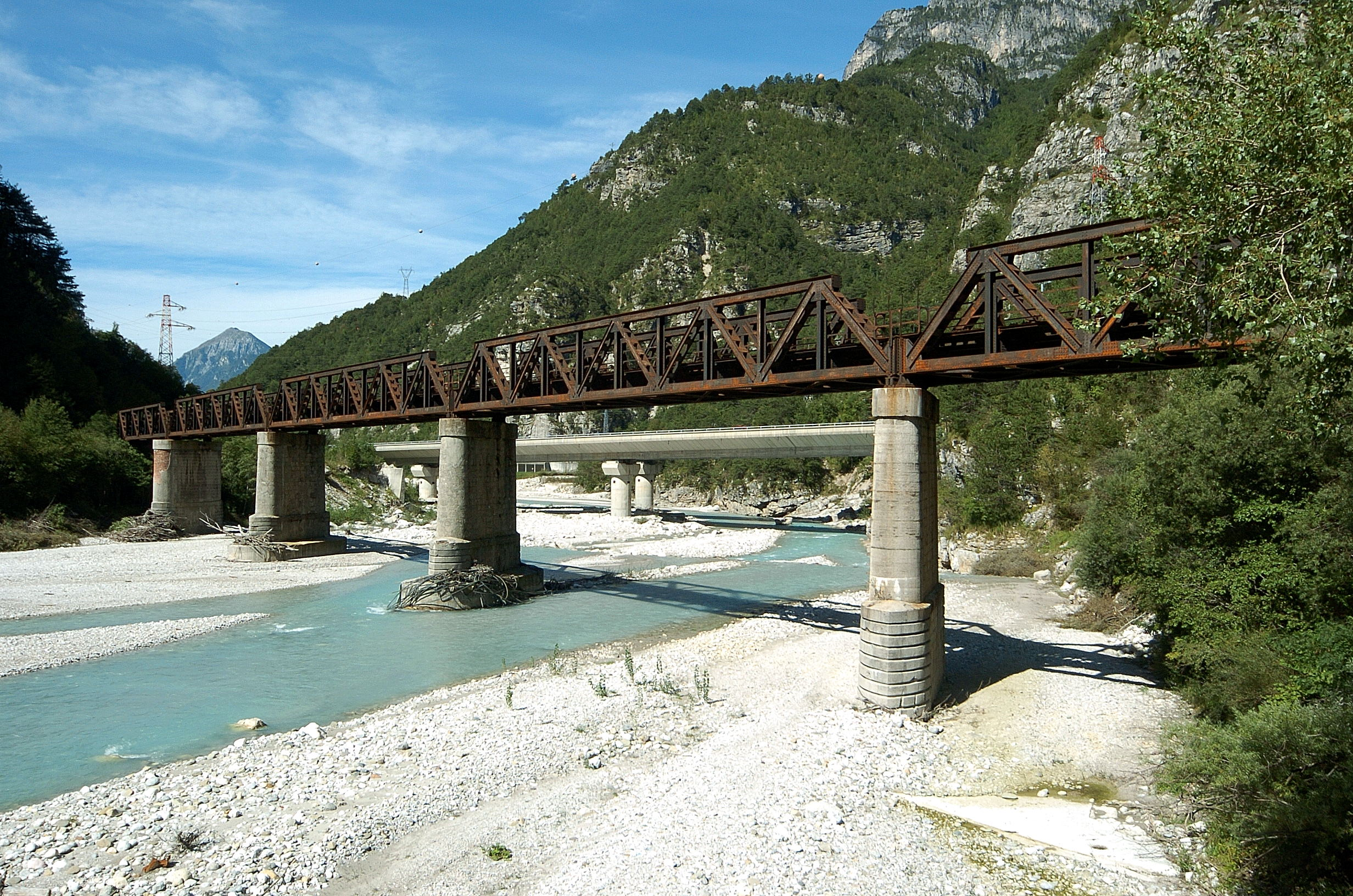
Avant Resiutta.